# (241363) Érdibálint
(241363) Érdibálint est un astéroïde de la ceinture principale.

## Description
(241363) Erdibalint est un astéroïde de la ceinture principale. Il fut découvert le 19 décembre 2007 à Piszkesteto par Krisztián Sárneczky. Il présente une orbite caractérisée par un demi-grand axe de 3,18 UA, une excentricité de 0,13 et une inclinaison de 23,3° par rapport à l'écliptique.

## Compléments